# Келлі Ґраукатт
Келлі Ґраукатт (англ. Kelly Groucutt, справжнє ім'я Michael William Groucutt, 8 вересня 1945 — 19 лютого 2009) — британський рок-музикант, найбільш відомий як басист гурту Electric Light Orchestra (ELO) у 1974-[1983] роках.
Народився в містечку Коуслі (Coseley), Стаффордшир.
Келлі Ґраукатт приєднався до ELO в 1974 році, після того, як залишив свій попередній колектив — Sight and Sound. Басист був учасником групи в той період, на який припав пік популярності ELO. За участю Грауката були записані такі композиції як «Livin' Thing», «Mr. Blue Sky» і «Don't Bring Me Down».
Потім брав участь в гурті «ELO part-2» (з 1991), перейменованої згодом в гурт «Orchestra».